# プリティー・プリティー
「プリティー・プリティー」は、1979年4月5日に発売された、石野真子の通算5枚目のシングル。

## 解説
- 前作「日曜日はストレンジャー」と同じく、阿久悠が作詞を、筒美京平が作曲をそれぞれ手掛けている。

- 当時の衣装は基本的にシングル1曲につき2着が用意されており、本楽曲のステージ衣装は、マーガレットの花が胸元一面にあしらわれたデザインで、「わたしの首領」の衣装と並びかなり丈の短い黄色いワンピース（ミニスカート）と、「MAKO」と書かれた白のセーラー帽子に白いセーラー服+白のミニスカートスタイルだった。

- 2008年3月26日に発売された歌手デビュー30周年記念CD-BOX『Mako Pack -Premium- 30th Anniversary Special Edition』に、シングルEPのA・B面曲が共に最新デジタル・リマスタリング音源で収録された。

- 石野は本楽曲の2番の歌詞で「踊ってごらんよ」のところを「踊って見せろよ」と間違える事があった。上記CD-BOX収録のDVDで確認すると、バックコーラス嬢の歌詞と違う事が分かる。

## 収録曲
- 両楽曲とも、作詞：阿久悠／作曲：筒美京平／編曲：船山基紀

1. プリティー・プリティー [2:54]
2. ハイスクール・クィーン [3:54]

## 関連作品
- GOLDEN☆BEST 石野真子
- Mako Pack -Premium- 30th Anniversary Special Edition